# Mercedes 28PS
Il nome Mercedes 28PS identifica una piccola famiglia di autovetture di lusso prodotte tra il 1910 ed il 1920 dalla Casa tedesca Daimler Motoren Gesellschaft per il suo marchio automobilisticoMercedes.

## Profilo e caratteristiche
Nel 1910, con l'uscita di produzione della Simplex 40/45 PS, venne a crearsi un piccolo vuoto nella gamma Mercedes, vuoto che in realtà avrebbe potuto anche non preoccupare più di tanto, vista la nutrita offerta di modelli di lusso che la Casa di Untertürkheim aveva in listino. Tuttavia, per colmare anche quel piccolo vuoto, la Daimler lanciò sul mercato un nuovo modello, capostipite di una piccola famiglia di vetture di lusso la cui produzione si sarebbe protratta fino al 1920.

### La 28/50 PS
Il nuovo modello destinato a sostituire la Simplex 40/45 PS fu la 28/50 PS (vedi foto), una vettura dalle dimensioni imponenti (era lunga ben 4,82 m), che per la maggior parte proponeva soluzioni tecniche tradizionali, basti pensare al quadricilindrico biblocco da 7240 cm³ (120x160 mm). Tale motore montava una distribuzione a valvole laterali disposte a T, con due assi a camme laterali, uno per ogni lato del motore. La potenza massima era di 50 CV a 1200 giri/min. Altre soluzioni tecniche di tipo tradizionale erano rappresentate dall'autotelaio in lamiera d'acciaio stampata con sezione ad U, dalle sospensioni ad assale rigido con molle a balestra, dalla trasmissione ad albero cardanico, dal cambio a 4 marce con frizione a doppio cono e dall'impianto frenante che agiva sull'albero di trasmissione.
Ma la 28/50 PS portò con sé anche una piccola innovazione: fu infatti una delle primissime vetture, se non la prima in assoluto, a montare ruote smontabili, soluzione atta ad agevolare il cambio degli pneumatici.
La 28/50 PS raggiungeva una velocità massima di 80 km/h e fu prodotta fino al 1912.

### La 28/60 PS
In quell'anno, dato il concomitante aggiornamento del modello 22/40 PS, passato da 40 a 50 CV di potenza massima e ribattezzato in 22/50 PS, si rese necessario aggiornare anche il modello di fascia superiore, per non innescare un fenomeno di concorrenza interna. Fu così che alcuni aggiornamenti tecnici fecero lievitare la potenza della 28/50 PS a 60 CV a 1200 giri/min. Analogamente al modello di fascia inferiore venne cambiata la denominazione, mutata in 28/60 PS. Il nuovo modello manteneva pressoché immutate le principali caratteristiche meccaniche, a parte ovviamente le prestazioni del suo propulsore. Anche le punte velocistiche non subirono variazioni di sorta.
La 28/60 PS venne prodotta fino al 1920: in quell'anno fu lanciata la 10/40/65 PS con motore sovralimentato, modello che sostituì sia la 28/60 PS sia la 22/50 PS.